# سیاه‌پیتای کوچک
سیاه‌پیتای کوچک (نام علمی: Melampitta lugubris)، یک پرنده آوازخوان زمینی مرموز با اندازه متوسط در جنگل‌های کوهستانی گینه نو است. این تنها گونه از سردهٔ Melampitta است. اکنون (با سیاه‌پیتای بزرگ) در خانواده سیاه‌پیتایان (Melampittidae) طبقه‌بندی می‌شود، اما در برخی منابع دیگر به گونه‌های مختلف نزدیک یا در چوب‌پیمایان، مرغان بهشتی، گل‌آشیان (گل‌آشیان‌های استرالیایی)، مرغان براق (پرندگان ساتن) یا مگس‌گیران شهریار در نظر گرفته شده است.